# Edward Brzozowski
Edward Jan Brzozowski (ur. 11 października 1920 w Warszawie, zm. 25 czerwca 1983 tamże) – polski piłkarz i trener piłkarski. Reprezentant kraju (6A), długoletni zawodnik warszawskiej Polonii.
Piłkarzem Polonii został w 1937. W seniorskiej drużynie debiutował jeszcze przed wojną. Z Polonią triumfował w pierwszych powojennych mistrzostwach Polski (1946). Pełnił funkcję kapitana zespołu. Karierę zakończył w 1951.
W reprezentacji debiutował 26 października 1947 w meczu z Rumunią, ostatni raz zagrał w 1950. Łącznie w biało-czerwonych barwach rozegrał 6 spotkań.
Pracował jako trener, także w Polonii. Największe sukcesy odnosił jednak z Gwardią. Dwukrotnie, w roku 1959, a następnie w latach 1960–1961, prowadził drużynę Pogoni Szczecin. W 1962 roku prowadził Odrę Opole.
Został pochowany w grobie rodzinnym na cmentarzu Wolskim.

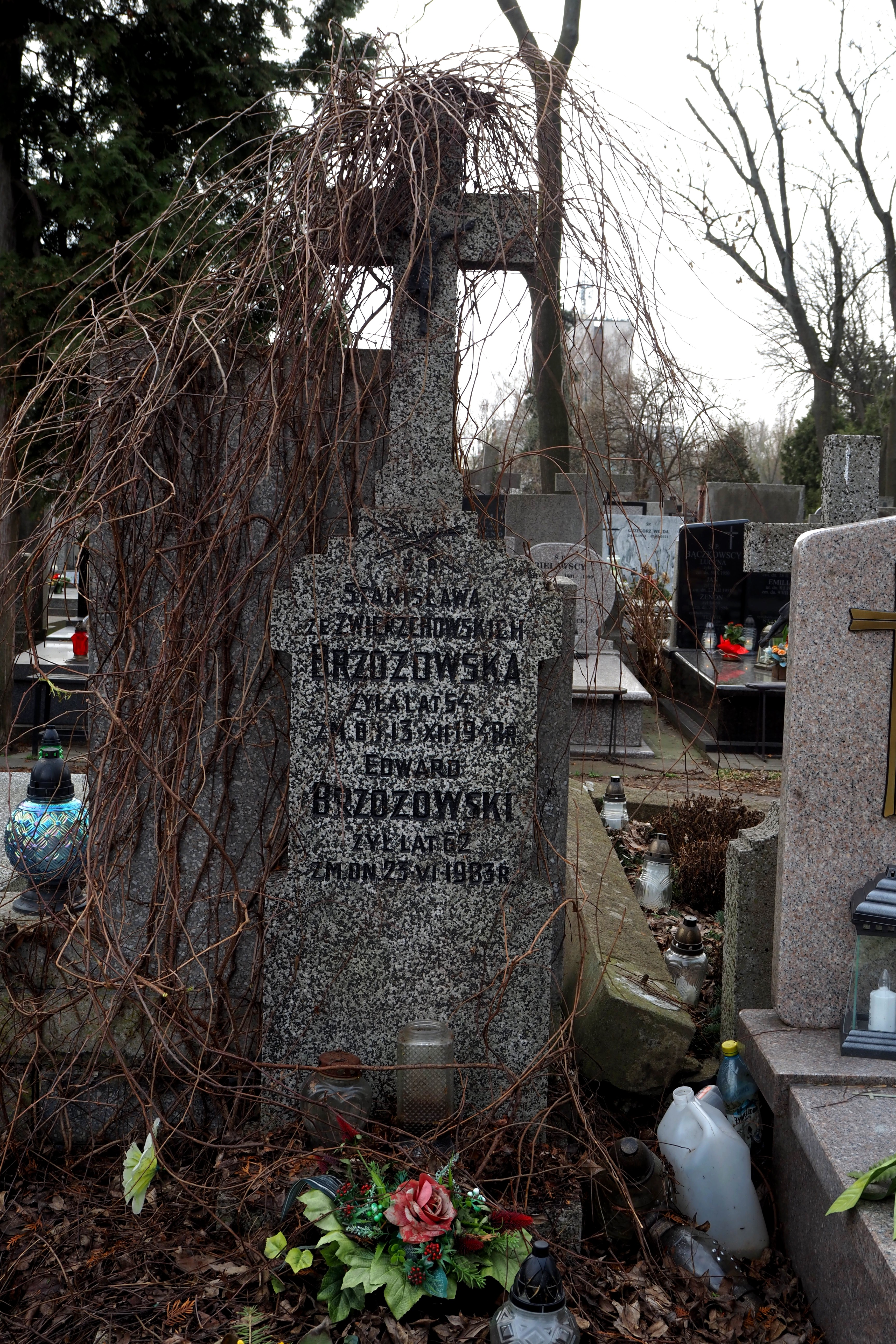
Grób Edwarda Brzozowskiego na Cmentarzu Wolskim w Warszawie